# Авильес, Габриэль де
Габриэль де Авильес Итурбиде и дель Фиерро, 4-й маркиз Авильес (исп. Gabriel de Avilés Itúrbide y del Fierro, cuarto Marqués de Avilés; 1735, Вик, Испания — 19 сентября 1810, Вальпараисо, Чили) — испанский военный и политический деятель. В разное время занимал посты губернатора Чили, вице короля Рио-де-ла-Платы и вице-короля Перу.

## Ранняя жизнь
Габриэль де Авильес родился в провинции Барселона в Испании, в семье Хосе де Авильеса, 1-го маркиза Авильес интенданта Арагона и Валенсии. В раннем возрасте поступил на службу в армию, в 1768 году был направлен на прохождение службы в Чили, в город Арауко в качестве кавалерийского инструктора. После двух лет пребывания в Чили он был направлен в Перу на должность субинспектора.

## Военная служба в Перу
В 1780 году в Перу вспыхнуло восстание коренного населения под руководством Тупака Амару II. Восставшие в первое время имели значительные успехи, испанские власти осознавали всю полноту опасности, исходящей от мятежников. Полковник Авильес был послан в составе испанских войск в Куско для защиты города от повстанцев. Испанский отряд прибыл в Куско незадолго до подхода сил мятежников, осадивших город. Ситуация для испанцев была очень сложной; по приблизительным оценкам, численность мятежников была около 60000 человек, но, несмотря на все сложности, испанцы выдержали осаду, а Тупак Амару II был вынужден снять осаду Куско и отступил к Тунгасуке. Вице-король Августин де Хауреги послал 22000 человек против повстанцев, Тупак Амару II был захвачен в результате предательства и жестоко казнён вместе со своей семьёй и сторонниками.
За заслуги в ходе подавления восстания Габриэль де Авильес получил звание бригадного генерала и был назначен на пост губернатора Кальяо.
В Перу он пребывал до 1795 года, когда он был назначен на пост губернатора Чили.

## Губернатор Чили
В 1795 году Авильес был назначен губернатором Чили, придя на смену Амбросио О'Хиггинсу (Хосе Ресабаль и Угарте временно занимал это пост после отставки О’Хиггинса).
На посту губернатора Чили Авильес провёл ряд улучшений инфраструктуры Сантьяго, была восстановлена больница Сан-Хуан де Диос, также был повторно открыт старый иезуитский колледж в Сан-Пабло. Также при нём был достроен мост, велись работы по мощению улиц, а также впервые введено муниципальное освещение улиц. Благодаря ему во многих городах Чили строились церкви и проводились различные общественные работы по улучшению инфраструктуры. В его правление был введён специальный суд для разбора коммерческих и трудовых споров.
В 1799 году Авильес был назначен на пост вице-короля Рио-де-ла-Платы.

## Вице-король Рио-де-ла-Плата
На посту вице-короля Рио-де-ла-Платы Авильес пребывал до 1801 года, когда он был назначен вице-королём Перу. При нём в Буэнос-Айресе была открыта школа по искусству мореплавания, также он содействовал выходу первой аргентинской газеты «Telégrafo Mercantil».

## Вице-король Перу
На посту-вице короля он вновь, как и в Чили, заменил Амбросио О'Хиггинса, а временным вице-королём между ними на этот раз был Мануэль Арредондо и Пелегрин.
После окончания своих полномочий он ещё несколько лет оставался в Лиме, в 1810 году он принял решение отправиться в Испанию. В пути Авильес серьёзно заболел и был вынужден сойти на берег в Вальпараисо, где и скончался 19 сентября 1810 года.